# 大路利世
大路りせ（日语：／，11月13日—），寶塚歌劇團宙組男役，愛知縣名古屋市人，畢業於椙山女學園中學校。

## 簡介
- 2019年，進入寶塚歌劇團，105期生[4][5][6]。初次登台表演是宙組公演《オーシャンズ11》改編自瞞天過海)[7][8][9]，之後被分到宙組[4][10]。

- 2023年6月，第一次擔任新人公演主角，劇目是《カジノ・ロワイヤル〜我が名はボンド〜》，改編自伊恩·佛萊明原作同名小說皇家賭場[11][12][13]。

## 寶塚歌劇團時期

### 初舞台
- 2019年4-5月：寶塚大劇場宙組公演《オーシャンズ11》改編自電影瞞天過海[14]

### 宙組時期
- 2019年6-7月：東京寶塚劇場《オーシャンズ11》改編自電影瞞天過海[15]
- 2019年11月-2020年2月《El Japón（エル ハポン）-イスパニアのサムライ-》。《aquavitae!!(生命之泉!!)》[16]
- 2020年8月：梅田藝術劇場《壮麗帝》[17]
- 2020年11月-2021年2月《アナスタシア》真假公主，改編1997年二十世紀福斯製作動畫電影)[18]
- 2021年6-9月：《シャーロック・ホームズ-The Game Is Afoot!》改編自亞瑟·柯南·道爾原作小說夏洛克‧福爾摩斯。《Délicieux（デリシュー）!-甘美なる巴里-》[5][19]
- 2021年11-12月：《バロンの末裔》《アクアヴィーテ（aquavitae）!!》[5][20]
- 2022年2-3月：寶塚大劇場《NEVER SAY GOODBYE》[21]
- 2022年4-5月：東京寶塚劇場《NEVER SAY GOODBYE》[5][21]
- 2022年6月：東京ガーデンシアター《FLY WITH ME（フライ ウィズ ミー）》[22]
- 2022年8-11月：《HiGH&LOW-THE PREQUEL-》《Capricciosa》[5][23]
- 2023年1月 寶塚Bow Hall《夢現（ゆめうつつ）の先に》[24]
- 2023年3-6月：《カジノ・ロワイヤル〜我が名はボンド〜》改編自伊恩·佛萊明原作同名小說皇家賭場[25][11][12]
- 2023年7-8月：東京建物 Brillia HALL《Xcalibur エクスカリバー》改編弗蘭克·懷德霍恩王者之劍[26][27]
- 2023年9月：寶塚大劇場《PAGAD》改編自大仲馬原作小說「大野心家1：莊園怪客」)《Sky Fantasy!》[28]
- 2024年6-8月：《Le Grand Escalier-ル・グラン・エスカリエ-》[29][30][31]
- 2024年10月： 寶塚Bow Hall《MY BLUE HEAVEN-わたしのあおぞら-》[32][33]
- 2025年1-4月：《宝塚110年の恋のうた》《Razzle Dazzle（ラズル ダズル）》[4][34][35]
- 2025年6-7月：KAAT神奈川芸術劇場、梅田藝術劇場《RED STONE～悠遠なる叫び～》[4][36]
- 2025年9月-2026年1月：《PRINCE OF LEGEND》，改編TEAM HI-AX原作系列傳奇王子《BAYSIDE STAR》飾演:久遠誠一郎[37][38]

## 外部連結
- 寶塚官網大路りせ介紹頁面 （页面存档备份，存于）